# Ginyanga jezik
Ginyanga jezik (agnagan, anyanga, genyanga; ISO 639-3: ayg), jezik naroda Anyanga (Agnagan) kojim govori 12 000 ljudi (2000 popis) na području prefekture Blitta u zapadnoafričkoj državi Togo.  
Jezik ginyanga pripada sjevernoj podskupini guang jezika, široj skupini tano.

## Vanjske poveznice
- Ethnologue (14th)
- Ethnologue (15th)